# Landbouwmuseum De Nostalgie

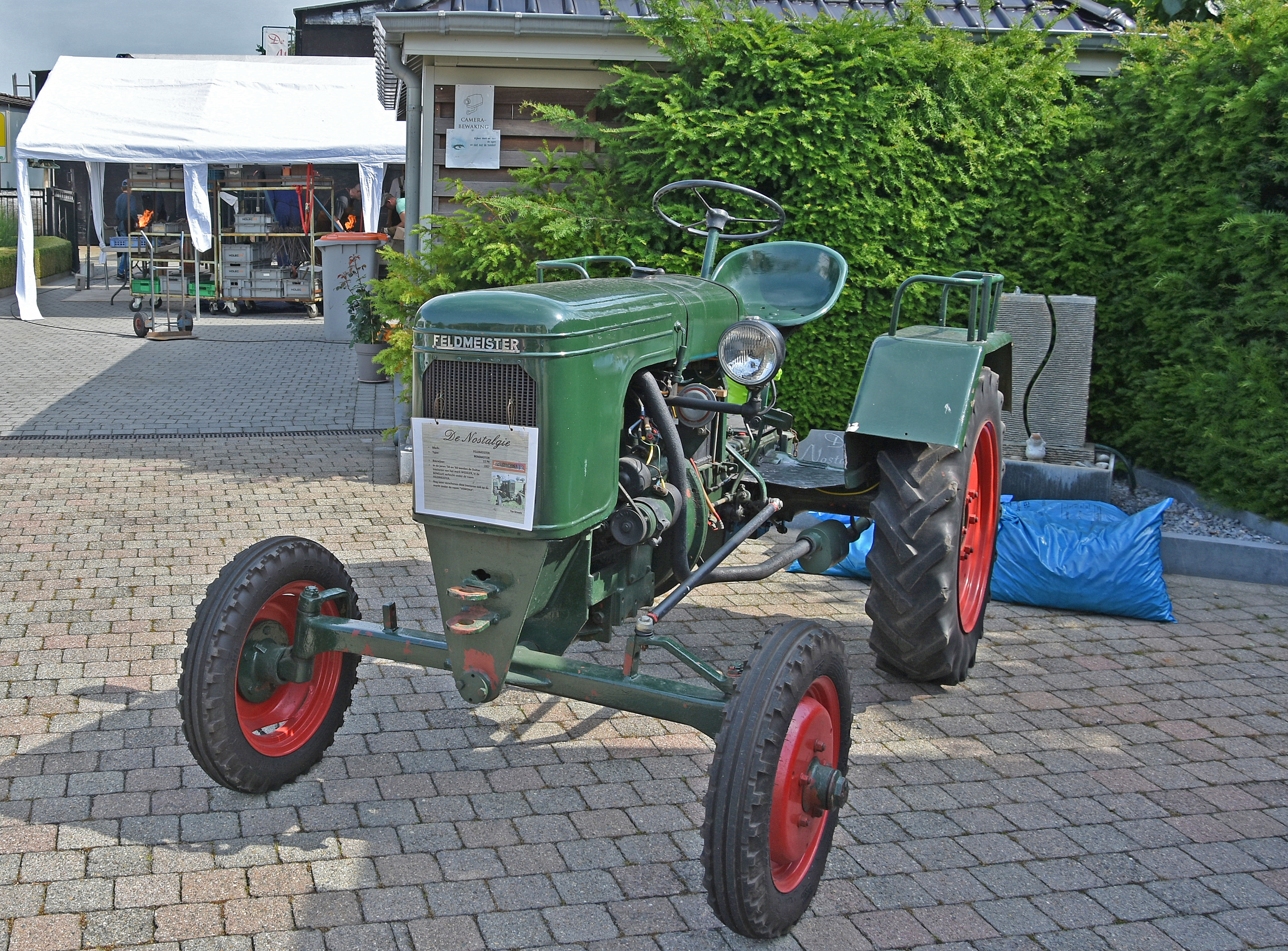
Landbouwmuseum De Nostalgie

Het Landbouwmuseum De Nostalgie is een museum in de Belgische deelgemeente Uikhoven, Pastoor Goossenslaan 29. Het museum evoceert het leven van de landbouwer vanaf 1850 tot nu, aan de hand van onder meer werktuigen, werktuigmachines, gebruiksvoorwerpen en voertuigen.

## Collectie
Het museum omvat:
- een aantal tractoren (Allis-Chalmers, een eencilinder Feldmeister ...) en stationaire motoren
- een torenuurwerk uit 1706, oorspronkelijk uit de kerk van Stein
- een schrijnwerkerij voor houtbewerking
- een werkplaats voor de bewerking van metaal (met boormachines, heftoestellen, handsleutels ...)
- een melkerij, waar men de cyclus kan volgen van melk tot boter
- een huiskamer met een Leuvense stoof met daarnaast een kinderkamer
- tweewielers: fietsen met of zonder hulpmotor, motoren en bromfietsen, aangevuld met brandstofpompen, olieblikken, fietsplaten...
- werkplaats van een schoenmaker

### Brandweer
In 2020 breidde de collectie uit met voorwerpen gebruikt door de brandweer. Er zijn onder meer brandweerpompen, helmen en hydraulisch redgereedschap te zien die gebruikt worden om mensen uit te evacueren uit aangereden voertuigen.

## Galerij

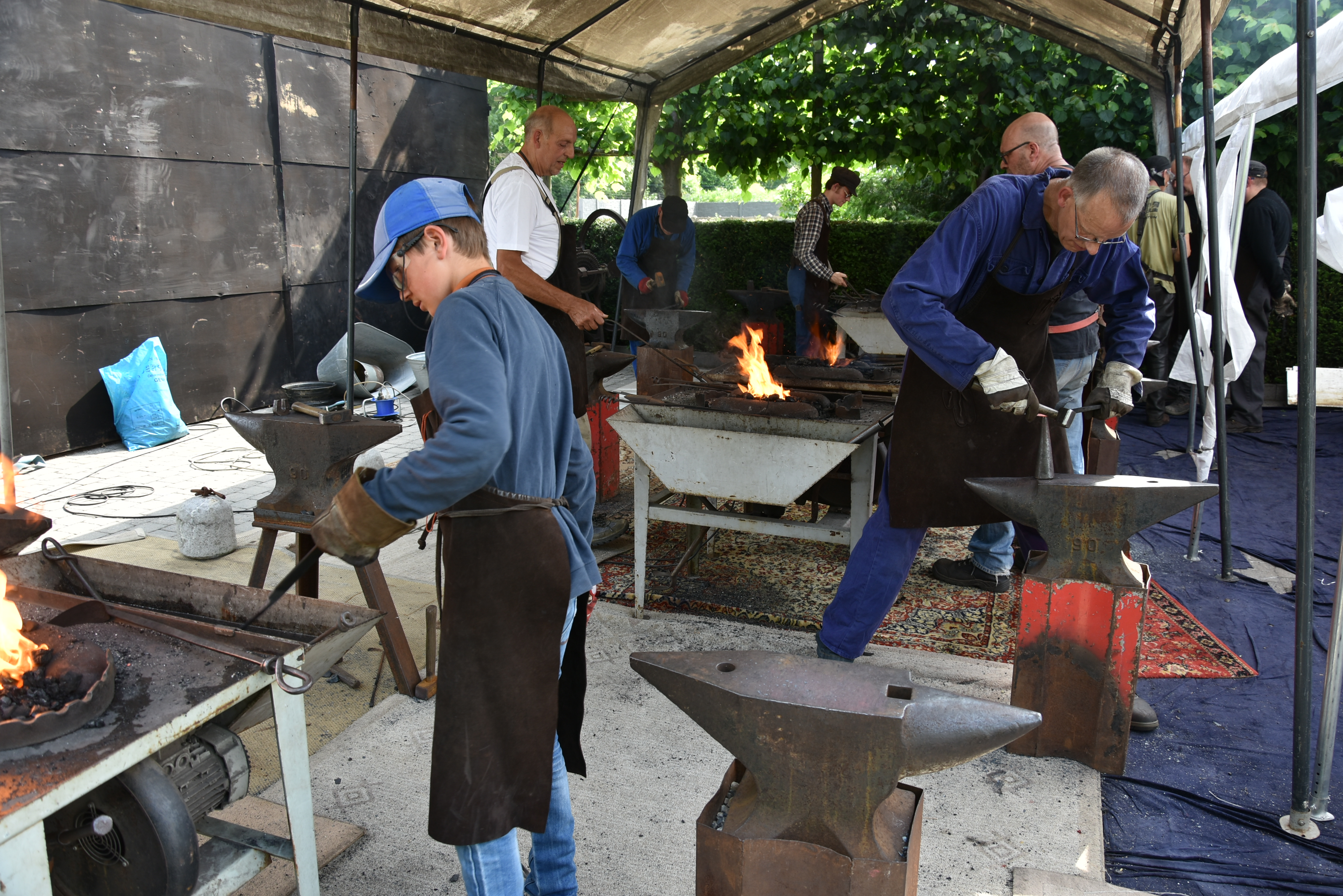
Workshop smeden in het museum
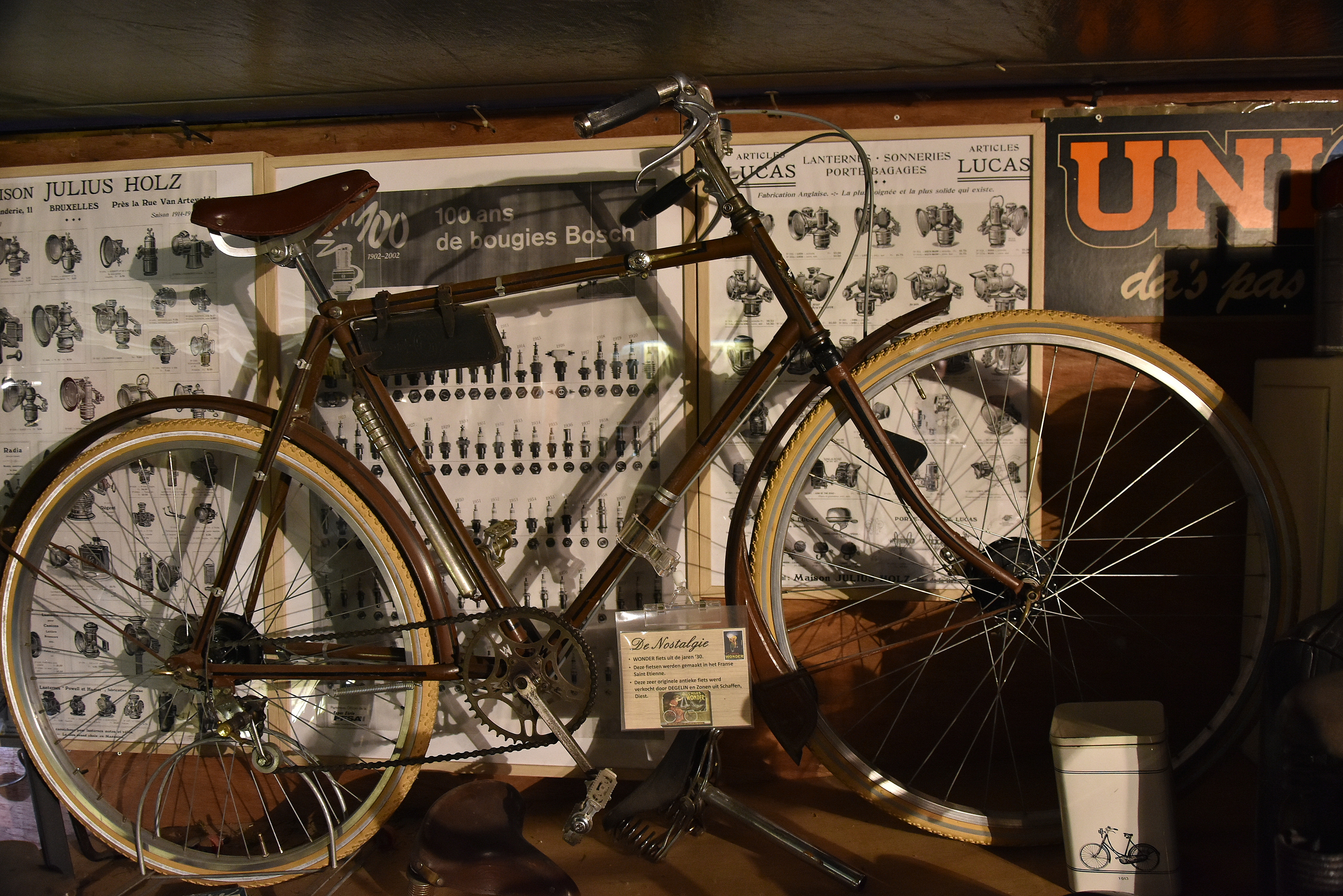
Fiets Wonder (rond 1930)
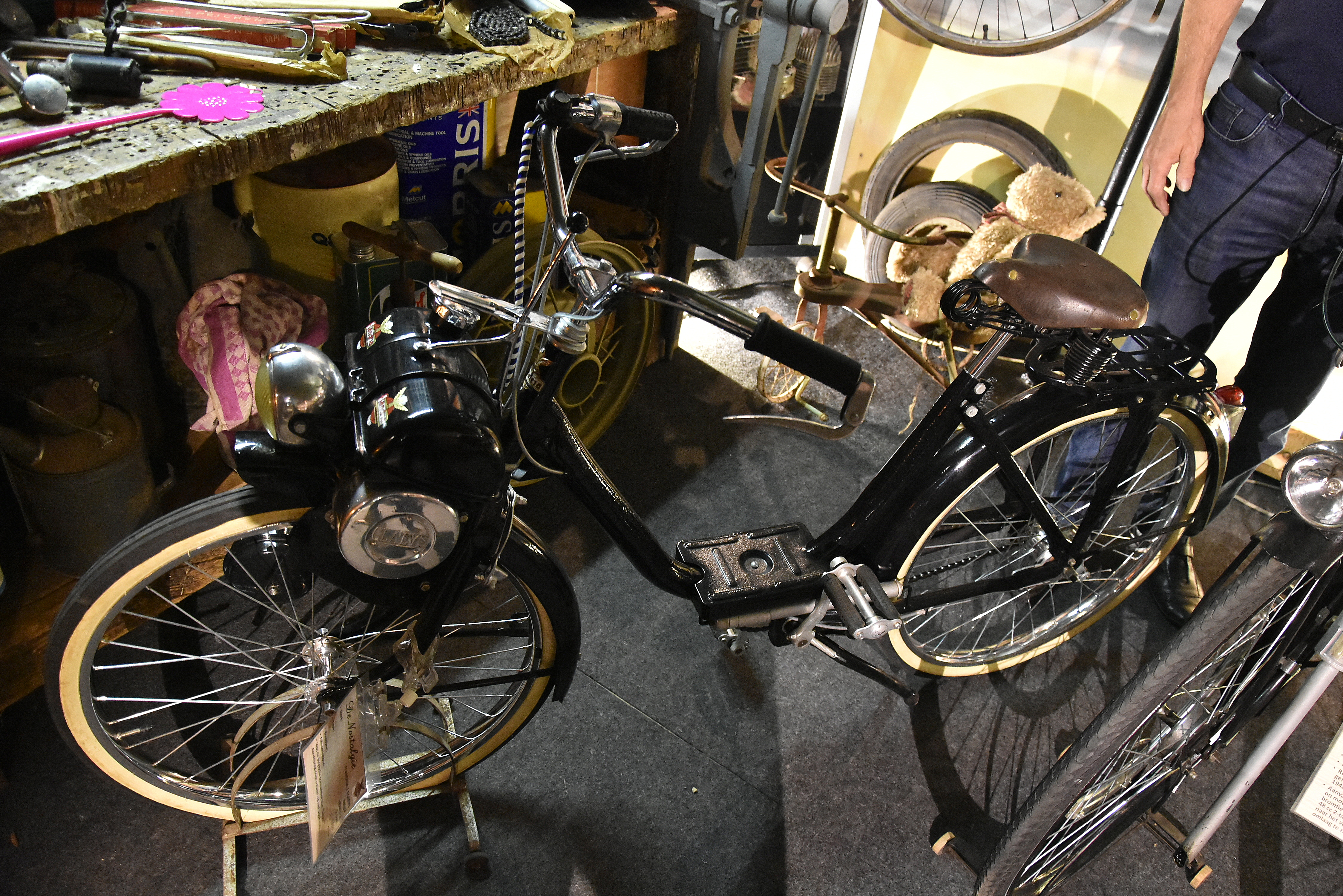
Een Flandria Vedette
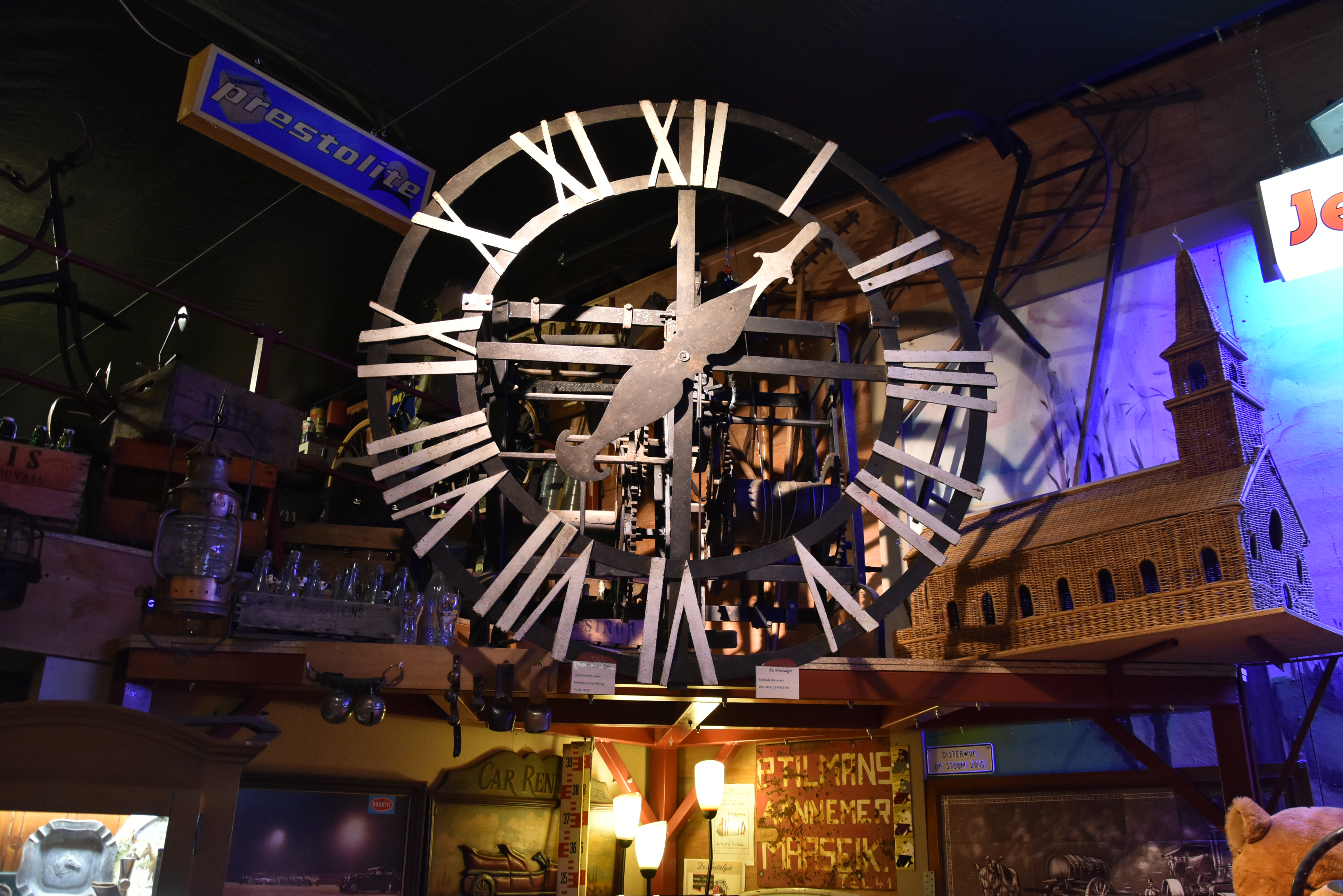
Het torenuurwerk uit 1706
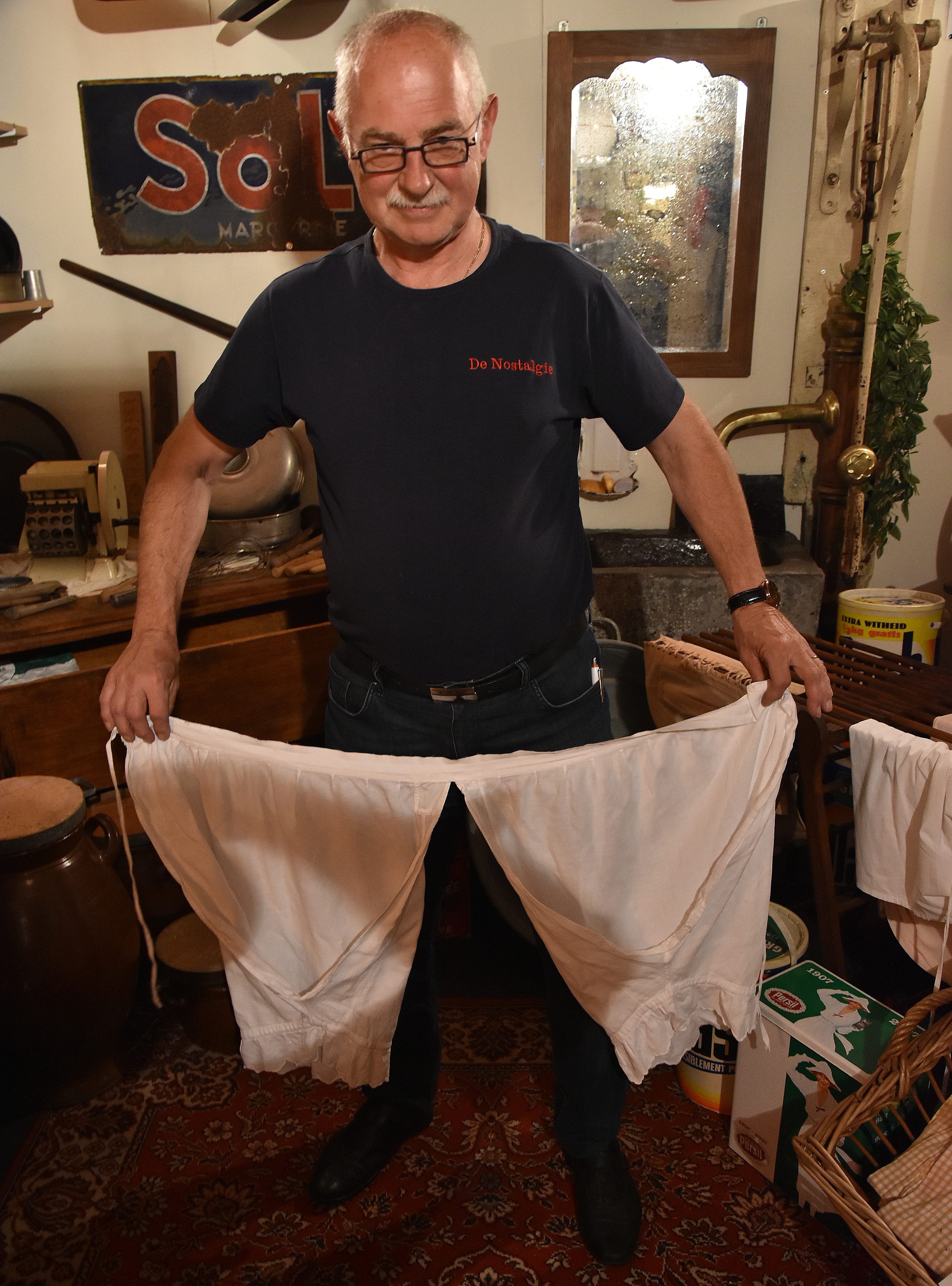
Een snelzeiker
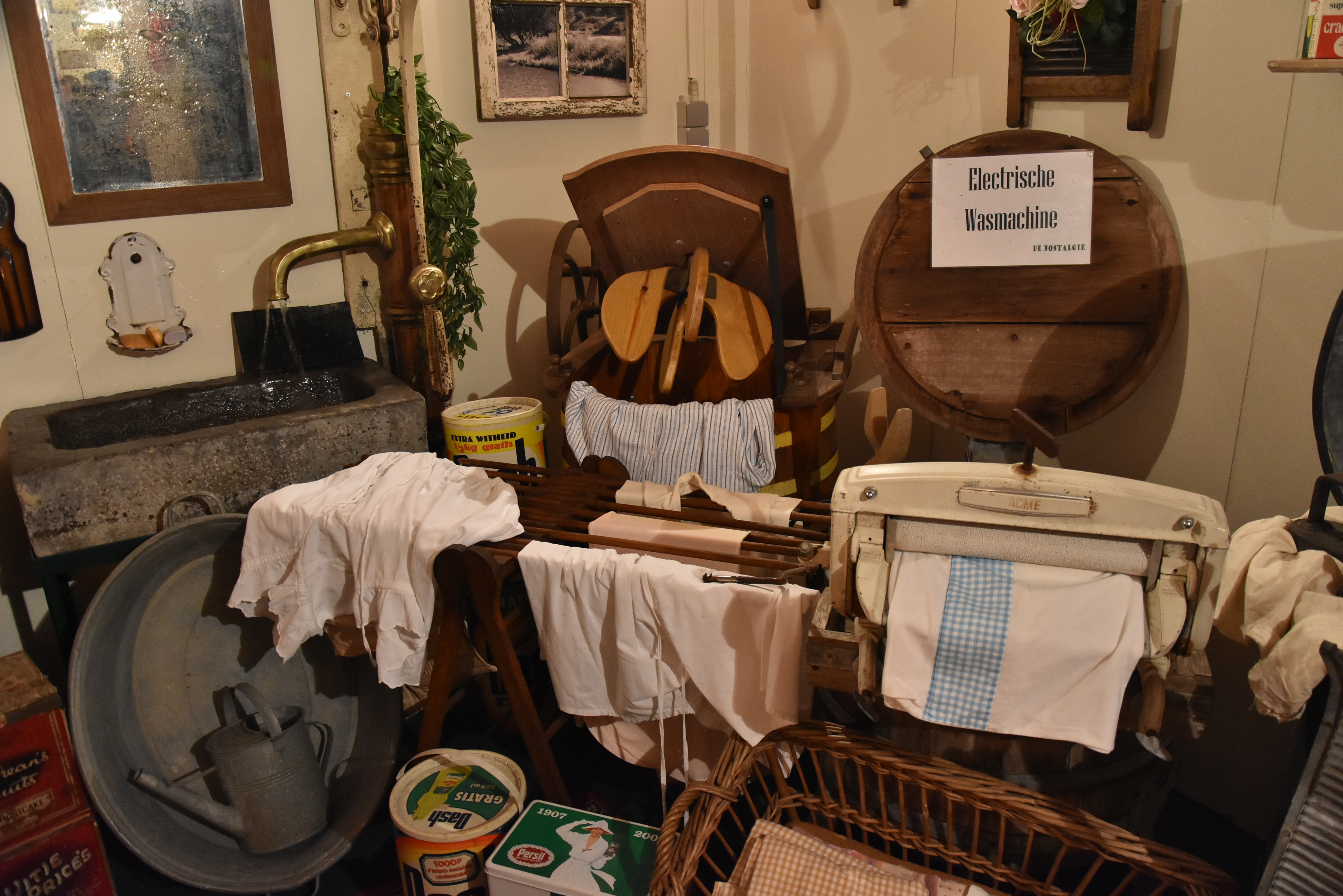
Wasmachines
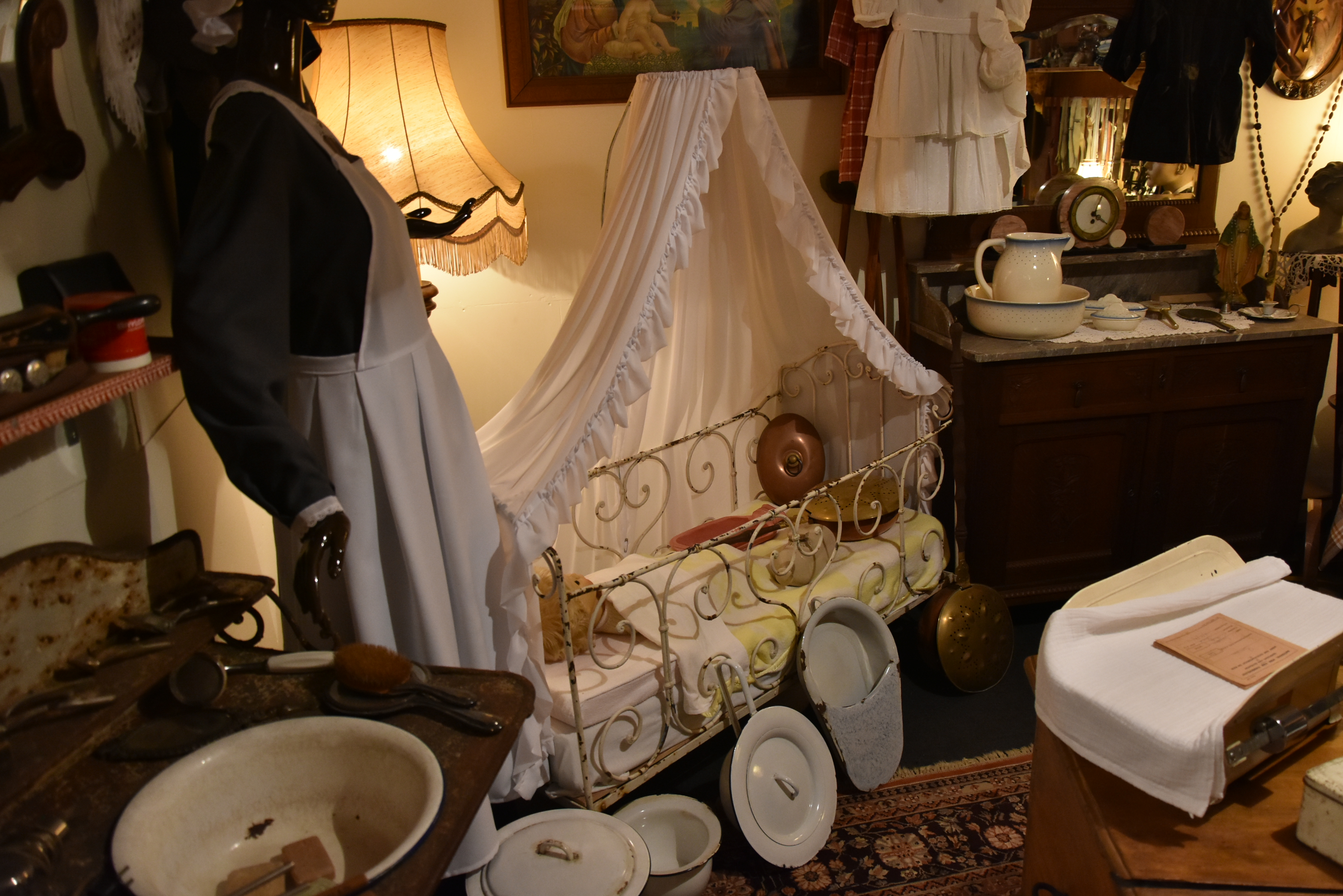
De kinderkamer
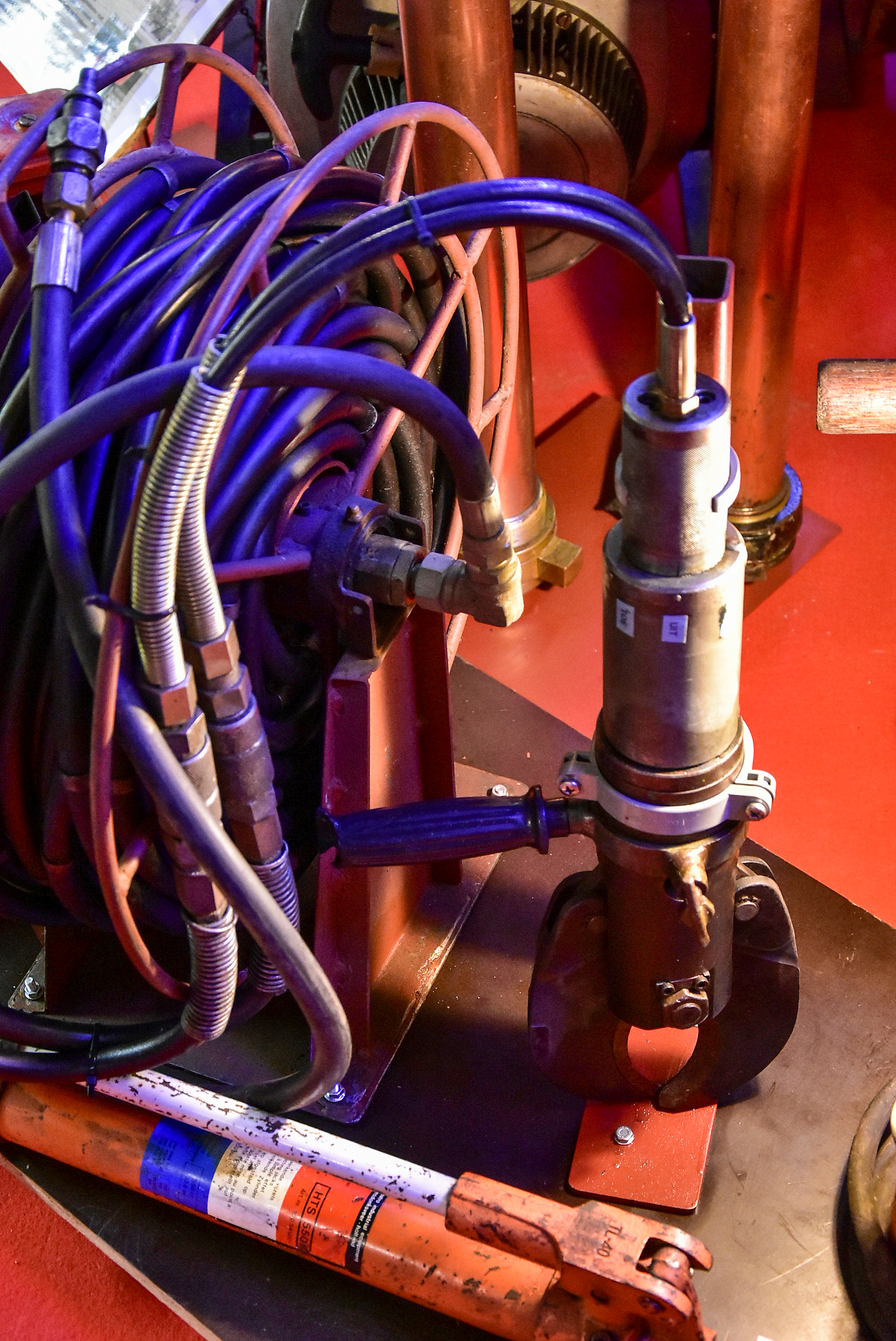
Hydraulisch redgereedschap
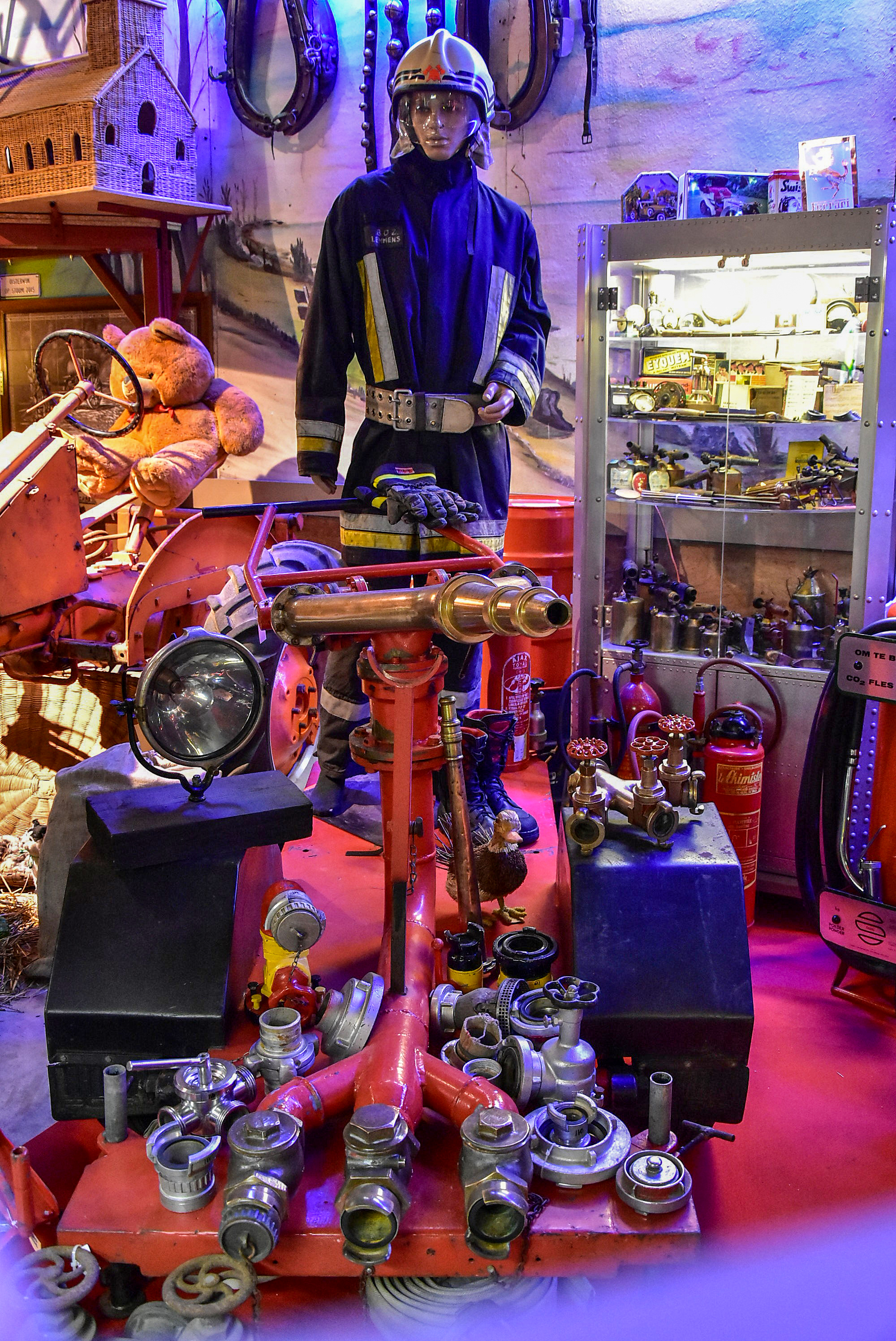
Brandweerspuit
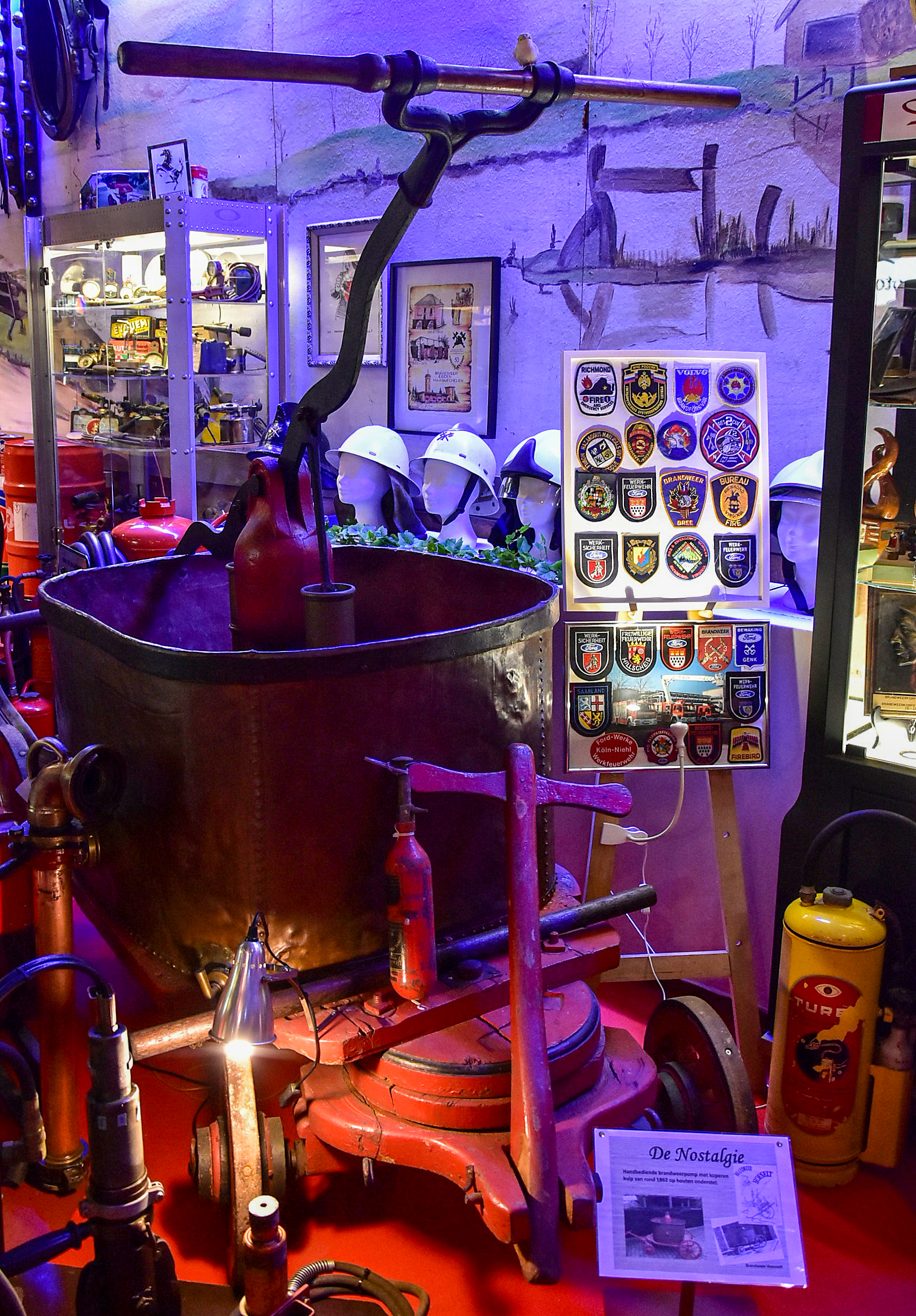
Handbediende brandweerpomp uit circa 1862
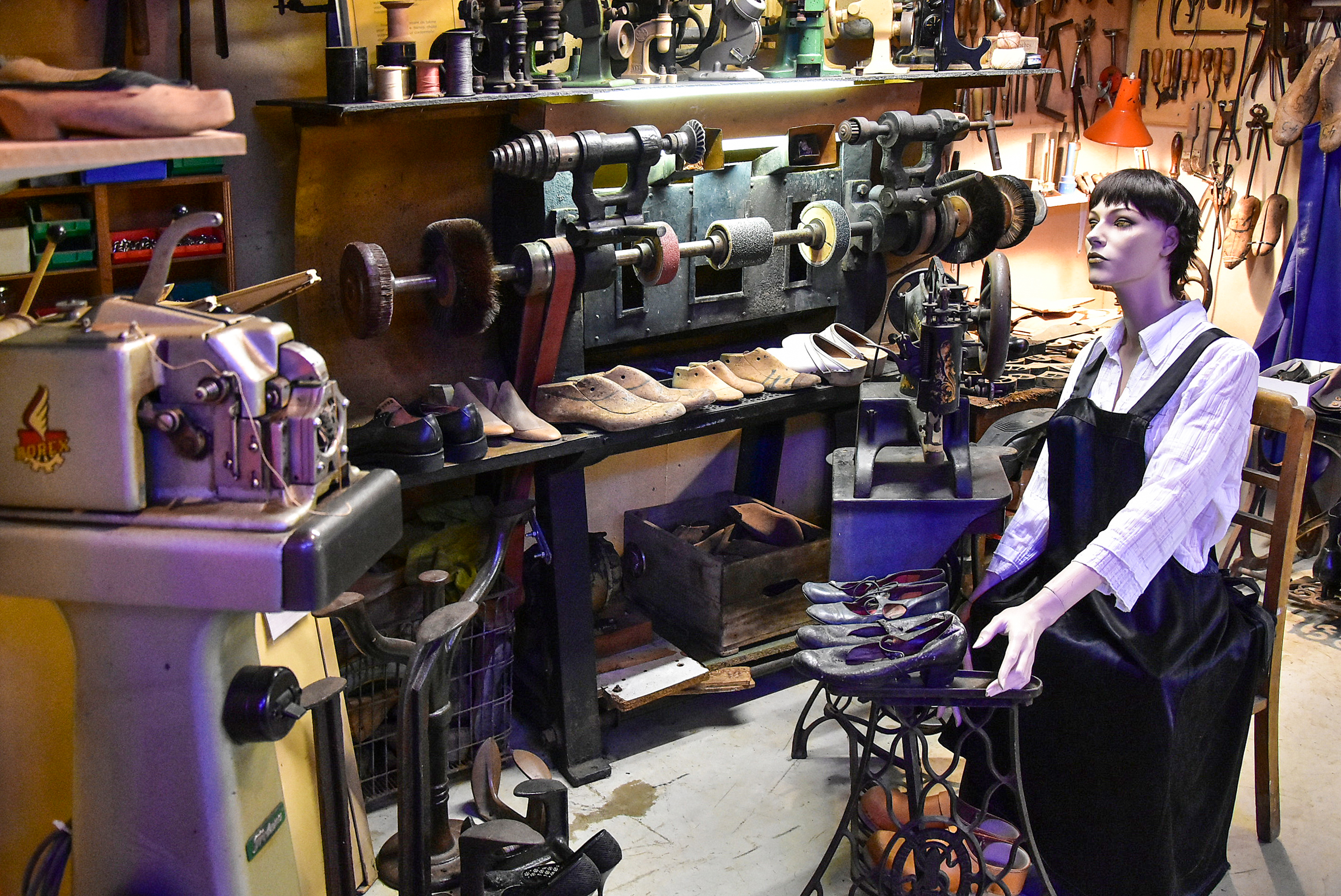
Schoenmakerij